# Акиловская
 Акиловская  — опустевшая деревня в Афанасьевском районе Кировской области в составе Ичетовкинского сельского поселения.

## География
Расположена на расстоянии примерно 12 км на северо-восток от райцентра поселка  Афанасьево.

## История
Известна с 1891 года как выселок Порубова или Алексеевский, в 1926 хозяйство 1 и жителей 3, в 1950 10 и 33, в 1989 оставалось 2 человека. Современное название утвердилось с 1978 года .  

## Население
Постоянное население не было учтено как в 2002 году, так и в 2010.